# L'uomo scomparso
L'uomo scomparso è un libro scritto da Jeffrey Deaver della saga che vede come protagonista il detective immobilizzato Lincoln Rhyme.

## Trama
Lincoln Rhyme, detective forense tetraplegico e quindi incapace di agire se non con il cervello, è alle prese con un nuovo caso. Amelia Sachs, l'agente/amante già presente nei libri precedenti lo aiuta nel risolvere il caso difficile di un illusionista che uccide la gente con trucchi di magia, mettendoli alla prova con alcune delle più famose fughe di Houdini.
Attraverso l'illusionismo il Negromante, come viene soprannominato, riesce a sfuggire alla cattura numerose volte e, attraverso il trasformismo, può trasformare il suo aspetto fisico e il suo modo di comportarsi rendendo impossibile ai detective la sua cattura. Il tutto è ambientato in un clima "caldo". Infatti in ballo c'è la fuga di un prigioniero politico, una vendetta e false identità.

## Stile della narrazione
Vi sono continui cambiamenti di punto di vista, attraverso i quali si possono percepire e indovinare i pensieri e la psicologia di ciascun personaggio, che vede a modo suo la situazione.

## Edizioni
- Jeffery Deaver, L’uomo scomparso, traduzione di Maura Parolini – Matteo Curtoni, collana Libri ORO, Sonzogno, 2005,  p. 461, ISBN 88-486-0313-0.